# Жуль Ромен
Жуль Ромен, справжнє ім'я Луї Анрі Фарігуль (фр. Jules Romain, Louis Henri Farigoule; 26 серпня 1885, Сен-Жульєн-Шаптей — 14 серпня 1972, Париж) — французький письменник, поет і драматург, член Французької академії.

## Біографія
Народився в родині учителя. Закінчив ліцей Кондорсе. З 1906 року навчався в Еколь Нормаль. У Сорбонні вивчав філософію та біологію. Викладав у гімназіях Бреста, Лана, Парижа та Ніцци. 1908 року вийшла перша поетична збірка Ж. Ромена під назвою «Одностайне життя» (La Vie unanime), що започаткувала напрямок унанімізму. Був близький до групи «Кретейське абатство» (разом з Жоржем Дюамелем, Шарлем Вільдраком та Рене Аркосом).1914 року написав антивоєнну драму «Армія в місті». 1923 року з'явилася його сатирична комедія «Кнок, або Торжество медицини» (Knok ou Le triomphe de la medecine). У постановці Луї Жуве ця п'єса мала величезний успіх. Комедія, в якій розповідається про шахрая, який видає себе за лікаря, була популярною на багатьох театральних сценах Європи. Того ж 1923 року Жуль Ромен написав роман та однойменну комедію для театру «Пан ле Труадек розважається» (Monsieur le Trouhadec saisi par la debauche), а 1925 — п'єсу «Одруження ле Труадека». Обидві комедії були поставлені Луї Жуве на французькій сцені. Та вперше образ спритного шахрая Іва ле Труадека з'являється в кіноромані Ж. Ромена «Доногоо-Тонка» ще 1919 року.
У 1926 та в 1930 роках відповідно написав п'єси «Диктатор» та «Мюссе, або Школа лицемірства». Однак головною працею письменника є його 20-томна епопея «Люди доброї волі» (Les Hommes de bonne volonte, 1932–1947), присвячена подіям у Франції в період з 1908 по 1933 роки.
1935 року став одним із засновників «Франко-німецького комітету», що викликало закиди щодо симпатій Жуля Ромена до нацистів. 1936 року був обраний головою міжнародного ПЕН-клубу. З початком окупації Франції німецькими військами письменник емігрував до США, мешкав у Нью-Йорку. 1946 року повернувся на батьківщину, того ж року був обраний у Французьку Академію на місце виключеного колабораціоніста Абеля Боннара.
З 1951 по 1971 роки співпрацював з щоденною газетою «Аврора». Політично дотримувався радше консервативних поглядів, виступав проти політики де Голля та за Французький Алжир.
Помер 1972 року в Парижі.

## Вибрані твори
- L'Âme des Hommes, поезія (Crès, 1904)
- La Vie unanime, поезія (Abbaye, 1908 et Mercure de France, 1913)
- Premier Livre de prières, (проза і поезія, 1909)
- Un Être en marche, поезія (Mercure de France, 1910)
- Mort de quelqu'un, роман (Eugène Figuière, 1911)
- Puissances de Paris, оповідання (Eugène Figuière), 1911)
- Odes et prières, поезія (Mercure de France, 1913 et N.R.F., 1923)
- Les Copains, роман (1913)
- Sur les Quais de la Villette, роман (Eugène Figuière, 1914)
- Europe, поезія (N.R.F., 1916)
- Les Quatre Saisons, поезія (1917)
- La Vision extra-rétinienne et le sens paroptique, трактат (1920)
- Knock ou le triomphe de la médecine, п'єса (1923)
- Monsieur Le Trouhadec saisi par la débauche, п'єса (1923)
- Psyché (Lucienne; Le Dieu des corps; Quand le navire…), романна трилогія (1922–1929)
- Le Couple France Allemagne (1934)
- Les Hommes de bonne volonté, романний цикл з 28 томів (1932–1946)
  1. 1908: Le Six octobre (1932)
  2. 1908: Crime de Quinette (1932)
  3. 1908: Les Amours enfantines (1932)
  4. 1908: Éros de Paris (1932)
  5. 1908–1909: Les Superbes (1933)
  6. 1909–1910: Les Humbles (1933)
  7. 1910: Recherche d'une Église (1934)
  8. 1910: Province (1934)
  9. 1910–1911: Montée des périls (1935)
  10. 1911: Les Pouvoirs (1935)
  11. 1911–1912: Recours à l'abime (1936)
  12. 1912: Les Créateurs (1936)
  13. 1913: Mission à Rome (1937)
  14. 1913–1914: Le Drapeau noir (1937)
  15. 1914–1916: Prélude à Verdun (1938)
  16. 1916: Verdun (1938)
  17. 1919: Vorge contre Quinette (1939)
  18. 1919–1920: La Douceur de la vie (1939)
  19. 1922: Cette grande lueur à l'Est (1941)
  20. 1922: Le Monde est ton aventure (1941)
  21. 1923: Journées dans la montagne (1942)
  22. 1923–1924: Les Travaux et les joies (1943)
  23. 1926: Naissance de la bande (1944)
  24. 1928: Comparutions (1944)
  25. 1933: Le Tapis magique (1946)
  26. 1933: Françoise (1946)
  27. 1933: Le Sept octobre (1946)
- 1941: «une vue des choses» (Нью-Йорк 1941)

## Українські переклади
Вірші Жуля Ромена перекладали Юрій Клен, Григорій Кочур («Вийшла я з дому»), Михайло Драй-Хмара.
- Драй-Хмара, Михайло. Вибране: поезії та переклади / М. Драй-Хмара; Переднє слово С. А. Крижанівського. — К.: Радянський письменник, 1969. — 302 с.
- Григорій Кочур, Третє відлуння. Поетичні переклади, вид. Рада, 2000.

П'єса «Кнок, або Торжество медицини» була поставлена на сцені Українського драматичного театру ім. М. Заньковецької (Львів) у 1996—1997 роках.